# Jacob Middleton
Jacob „Jake“ Middleton (* 2. Januar 1996 in Stratford, Ontario) ist ein kanadischer Eishockeyspieler, der seit März 2022 bei den Minnesota Wild aus der National Hockey League unter Vertrag steht. Zuvor verbrachte der Verteidiger knapp sechs Jahre in der Organisation der San Jose Sharks. Sein zwei Jahre jüngerer Bruder Keaton ist ebenfalls professioneller Eishockeyspieler.

## Karriere

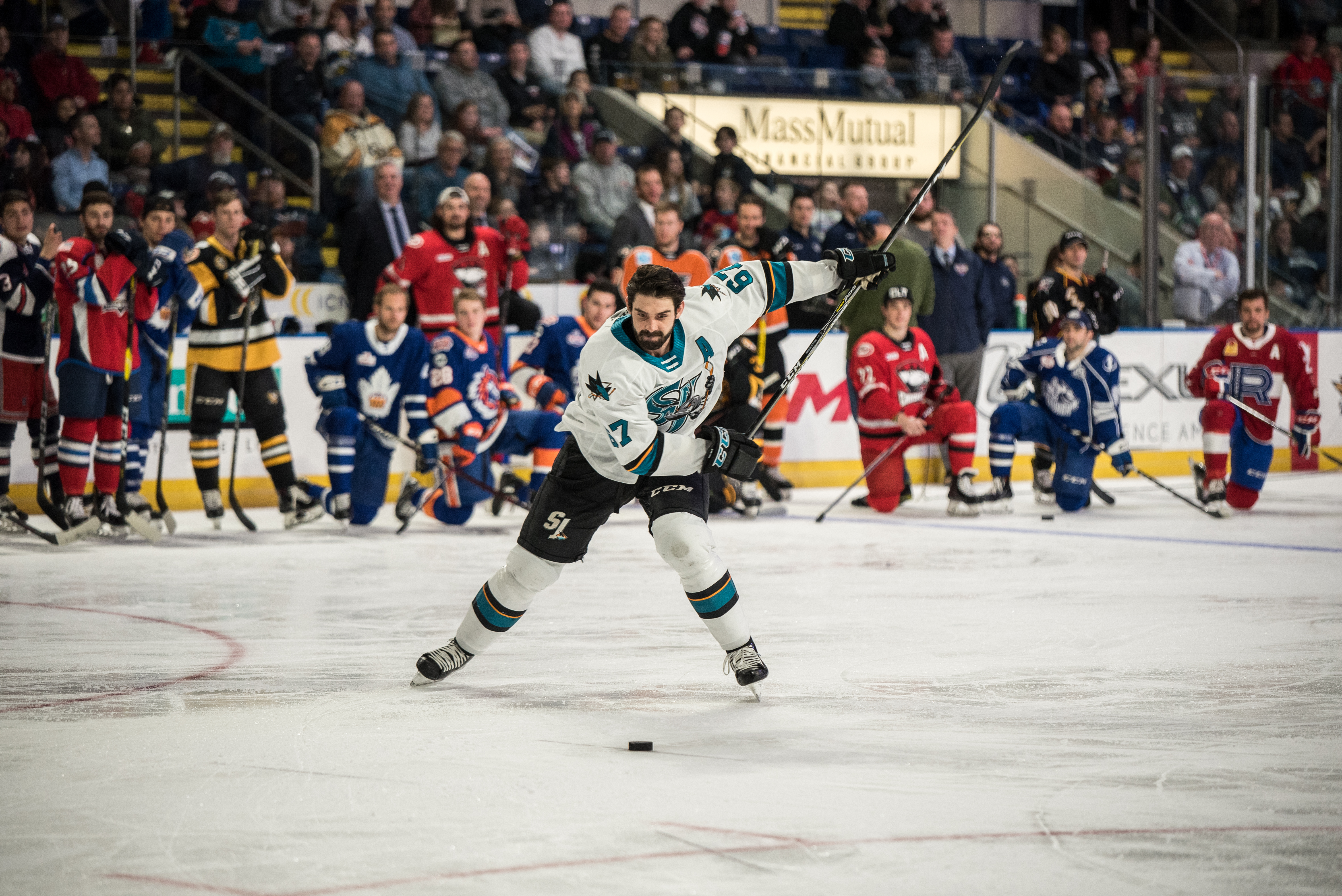
Middleton im Trikot der San Jose Barracuda

Middleton verbrachte den Beginn seiner Juniorenzeit bei den Huron Perth Lakers und Stratford Cullitons aus seiner Geburtsstadt, ehe er von dort über die OHL Priority Selection zum Beginn der Saison 2012/13 zu den Owen Sound Attack aus der Ontario Hockey League wechselte. Diese hatten ihn in der ersten Runde an achter Gesamtposition ausgewählt. In seiner Rookiespielzeit absolvierte der Verteidiger jedoch bis Januar 2013 nur 14 Spiele für die Attack, da er gemeinsam mit Joseph Blandisi zum Ligakonkurrenten Ottawa 67’s transferiert wurde. Die 67’s gaben im Gegenzug Cody Ceci sowie einen weiteren Spieler und ein Drittrunden-Wahlrecht für den bevorstehenden Entry Draft ab. In der Folge lief Middleton für das Franchise aus der kanadischen Hauptstadt auf, absolvierte bis zum Saisonende aber lediglich 15 weitere Partien. Dennoch stand er am Saisonende im Second All-Rookie-Team der Liga. Erst mit dem Beginn des Spieljahres 2013/14 war der Abwehrspieler dann Stammspieler des Teams. Im Saisonverlauf nahm er am CHL Top Prospects Game und wurde schließlich im NHL Entry Draft 2014 in der siebten Runde an 210. Stelle – als letzter Spieler überhaupt – von den Los Angeles Kings aus der National Hockey League ausgewählt. Er verbrachte jedoch noch zwei weitere Jahre im Juniorenbereich und knackte in seinem letzten Spieljahr, in dem er als Mannschaftskapitän des Teams fungierte, erstmals die Marke von 30 Scorerpunkten.
Nach dem Ausscheiden der Ottawa 67’s aus den OHL-Playoffs im April 2016 erhielt Middleton einen Probevertrag bei den Manchester Monarchs aus der ECHL. Diese standen zwar in Kooperation mit den Los Angeles Kings, die allerdings nach sieben Einsätzen auf eine weitere Verpflichtung des Defensivspielers verzichteten, sodass dieser gemäß den Regularien fortan als Free Agent galt und sein Team frei wählen konnte. Schließlich wurde Middleton im Oktober 2016 von den San Jose Barracuda aus der American Hockey League unter Vertrag genommen. Mit seinen Leistungen dort empfahl er sich im Verlauf der Saison 2016/17 auch beim Kooperationspartner San Jose Sharks aus der NHL, der ihn im September 2017 mit einem auf drei Jahre befristeten NHL-Einstiegsvertrag ausstattete. Nachdem Middleton die komplette Spielzeit 2017/18 sowie die erste Hälfte der Saison 2018/19 ebenfalls komplett bei den Barracuda verbracht hatte, wurde er Anfang Januar 2019 erstmals in San Joses NHL-Kader berufen. Dort feierte er am 5. Januar gegen die Tampa Bay Lightning sein Ligadebüt. Wenige Wochen später nahm er erstmals in seiner Karriere am AHL All-Star Classic teil.
Zur Saison 2021/22 etablierte sich Middleton schließlich im NHL-Aufgebot der San Jose Sharks, wurde jedoch zur Trade Deadline im März 2022 an die Minnesota Wild abgegeben. Im Gegenzug erhielten die Sharks Kaapo Kähkönen sowie ein Fünftrunden-Wahlrecht im NHL Entry Draft 2022.

### International
Für sein Heimatland stand Middleton im Aufgebot bei der World U-17 Hockey Challenge 2013. Dort lief er für das Team seiner Heimatprovinz Canada Ontario auf, mit dem er im Abschlussklassement den sechsten Rang belegte. Der Verteidiger bestritt alle fünf Turnierspiele und erreichte dabei zwei Scorerpunkte. Den Treffer erzielte er dabei im Platzierungsspiel um den fünften Rang.
Sein Debüt in der A-Nationalmannschaft feierte Middleton im Rahmen der Weltmeisterschaft 2023, als er sich mit dem Team den Weltmeistertitel sicherte. In zehn Turnierspielen sammelte er fünf Torvorlagen.

## Erfolge und Auszeichnungen
- 2013 OHL Second All-Rookie Team
- 2014 Teilnahme am CHL Top Prospects Game
- 2019 Teilnahme am AHL All-Star Classic

### International
- 2023 Goldmedaille bei der Weltmeisterschaft

## Karrierestatistik
Stand: Ende der Saison 2024/25

### International
Vertrat Kanada bei:
- World U-17 Hockey Challenge 2013
- Weltmeisterschaft 2023

(Legende zur Spielerstatistik: Sp oder GP = absolvierte Spiele; T oder G = erzielte Tore; V oder A = erzielte Assists; Pkt oder Pts = erzielte Scorerpunkte; SM oder PIM = erhaltene Strafminuten; +/− = Plus/Minus-Bilanz; PP = erzielte Überzahltore; SH = erzielte Unterzahltore; GW = erzielte Siegtore; 1 Play-downs/Relegation; Kursiv: Statistik nicht vollständig)